# Ground Combat Vehicle

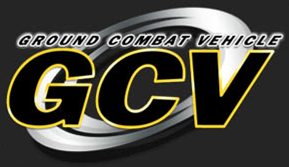
GCV-Logo

Das Ground Combat Vehicle (GCV) ist eine in Entwicklung befindliche Fahrzeugplattform der US Army, welche die Fahrzeuge der Heavy Brigade Combat Teams ersetzen soll. Langfristig ist auch geplant, die Fahrzeuge der Stryker Brigade Combat Teams damit auszustatten. Das Ground Combat Vehicle wird als Alternative zu den Manned Ground Vehicles des Future Combat Systems entwickelt, welchen aufgrund der Erfahrungen im Irak und Afghanistan eine zu geringe Überlebensfähigkeit zugesprochen wurde. Das Programm ähnelt dem Projekt Armored Systems Modernization, welches eine modular aufgebaute Fahrzeugfamilie vergleichbarer Lastenklasse zum Ziel hatte.

## Geschichte

### Anfänge
Ab 1979 führte die Army eine Reihe von Analysen und Studien durch, um eine Familie von Panzerfahrzeugen zu schaffen, was die Gefechtsfeldlogistik signifikant vereinfachen würde. Nach einer langen Geschichte von Reviews, einer Reduktion der Plattformen und mehreren Umbenennungen gab der Kongress im Dezember 1990 das Geld für das ASM-Programm frei, woraufhin die Army AVTA (General Dynamics) und Teledyne Continental Motors (TCM) mit Entwicklungsaufträgen bedachte. Aufgrund diverser politischer Bedenken wurde das Programm schon im Jahr 1992 de facto eingestellt, nur die Entwicklung der Panzerhaubitze und ihres Versorgungspanzers wurde vorangetrieben, welche als XM2001 Crusader bezeichnet wurde. Stattdessen sollte auf leichtere, besser luftverladbare Fahrzeuge gesetzt werden. Erste Studien dazu wurden Anfang 1996 am Tank Automotive Command (TACOM) publiziert.
Da unter dem Chief of Staff Eric K. Shinseki die Revolution in Military Affairs propagiert wurde, kam es im Juni 1999 zu einer Neuausrichtung: Zur schnelleren Reaktionsfähigkeit bei internationalen Konflikten sollten die Panzerfahrzeuge in einer Lockheed C-130 verlegbar sein, zusätzlich sollten die Panzer vor Ort noch durch eine Reihe an Sensoren, Robotern, Drohnen und anderen Systemen unterstützt werden. Damit war das FCS-Programm geboren, welches den zweiten Versuch des Heeres darstellte, eine zukünftige Panzerfamilie zu schaffen. Konkurrierende Programme wie FSCS und Crusader wurden eingestellt. Die Technologie sollten in die Nachfolgesysteme Future Combat Systems (FCS) und Future Rapid Effect System (FRES) einfließen, welche als Fahrzeugfamilien geplant waren. Das FSCS/TRACER-Programm lief dann tatsächlich aus und wurde nach der abschließenden Beurteilung (assessment phase) im Juli 2002 eingestellt.

### Luftverladbare Panzerfamilien

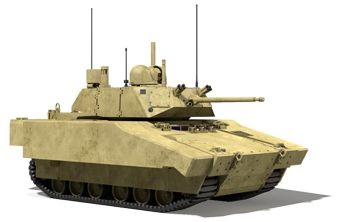
XM1206 ICV auf Basis der Manned Ground Vehicle Plattform

Sowohl bei den Manned Ground Vehicles (MGV) als auch beim Future Rapid Effect System (FRES) sollten alle Fahrzeuge der Familie mit einer C-130 an den Einsatzort transportiert werden können, was ein Fahrzeuggewicht von etwa 20 Tonnen ohne Zusatzpanzerung und sehr kompakte Abmessungen erforderte. Der Schutz der Plattformen sollte durch gesteigertes Situationsbewusstsein und abstandsaktive Schutzmaßnahmen verwirklicht werden. Aus diesem Grund stieg Großbritannien auch aus dem GTK-Boxer-Programm aus. Nach den Einsatzerfahrungen im Irak und Afghanistan wurde die Wirksamkeit dieses Konzepts jedoch in Frage gestellt. Zusätzliche Forderungen nach einem besseren Minenschutz und Zusatzpanzerungen an den Fahrzeugflanken gegen projektilbildende Ladungen sowie die Verwendung von robusteren Stahlketten führten jedoch zu einem höheren Plattformgewicht von 35–45 Tonnen. Die Briten akzeptierten diese Gewichtssteigerung, so dass der FRES SCOUT auf Basis des ASCOD 2 nun ein Fahrzeuggewicht von etwa 36 Tonnen besitzen wird. Dem fielen auch Sensorsysteme und das innovative Bedienkonzept zum Opfer.
Andere Systeme wie die 40-mm-Maschinenkanone mit Teleskoppatronen werden von Großbritannien und Frankreich weiterentwickelt und sollen als Ein-Mann-Turm im FRES SCOUT und Véhicule Blindé de Combat d’Infanterie eingesetzt werden. Die Ortung von Zielen durch ihre Geräuschabgabe wird in vereinfachter Form im Boomerang-System weitergeführt. Bei der Splitterskyddad Enhetsplattform von BAe Systems sind der dieselelektrische Antrieb und die Flachbildschirme, welche die Sichtverhältnisse herkömmlicher Winkelspiegel durch außen anmontierte Videokameras verbessern, eingebaut.

### Ground Combat Vehicle

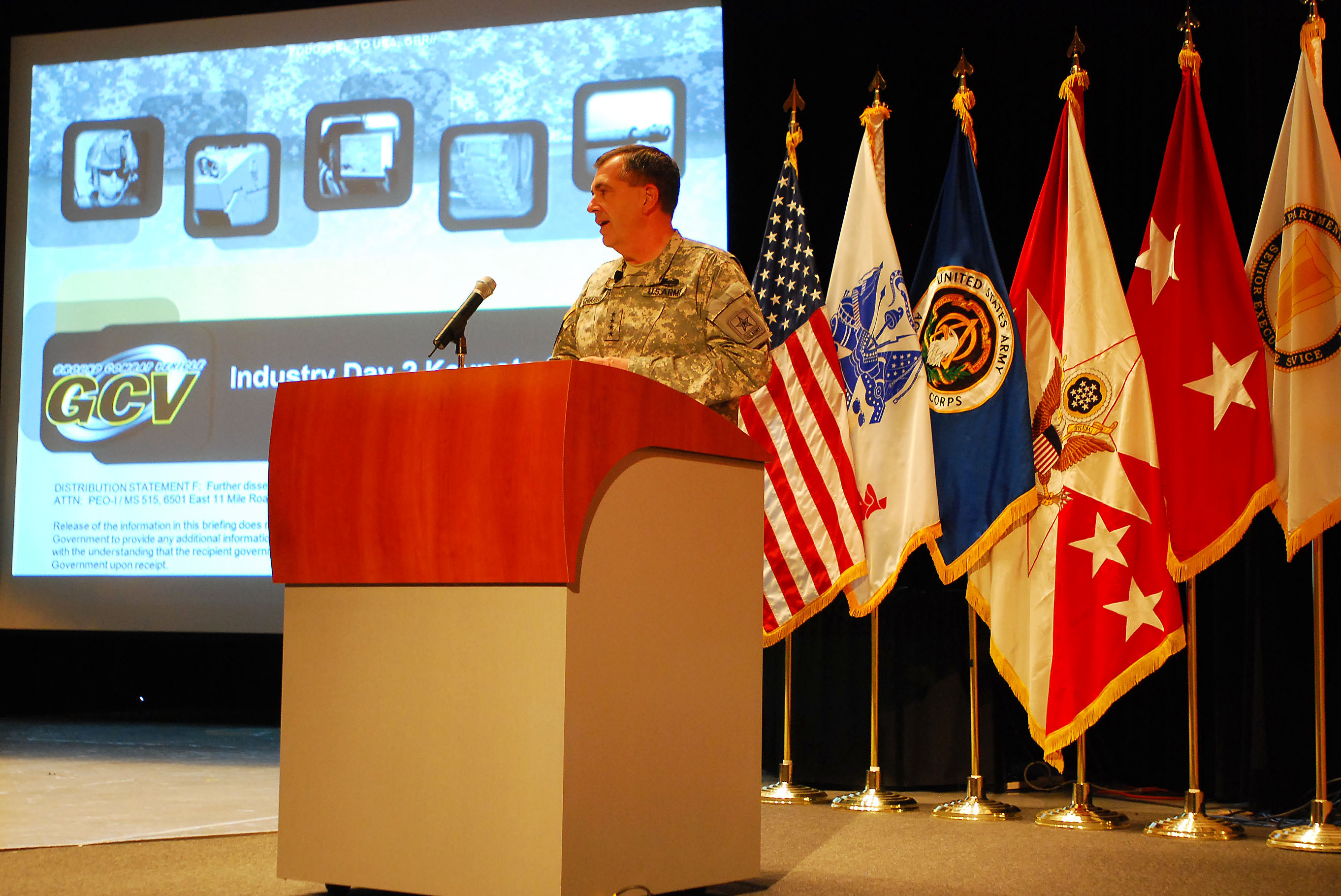
Vice Chief of Staff of the U.S. Army General Peter Chiarelli auf dem zweiten Industry Day am 24. November 2010

Nach Einstellung des FCS wurde im Juni 2009 erstmals über die Anforderungen an ein neues Ground Combat Vehicle diskutiert. Eine Aufforderung zur Angebotsabgabe (englisch request for proposal, RFP) wurde am 25. Februar 2010 ausgesprochen, mit einer Frist von ursprünglich 60 Tagen, welche später um weitere 25 erweitert wurde. Im Finanzjahr 2011 wurden 934 Mio. US-Dollar für die Entwicklung eingeplant. Bei der Suche nach preiswerten Alternativen zu einer Neuentwicklung wurden neun Fahrzeuge geprüft: Der M2A3 Bradley II, ein modernisierter Stryker, eine Version des M2A3 wie er im Irak eingesetzt wurde, und das XM1230 Caiman Plus MRAP. Des Weiteren zwei nicht näher genannte ausländische Fahrzeuge (vmtl. Puma und Namer), das M1126 Stryker Infantry Fighting Vehicle, der M1A2 SEP TUSK Abrams, und eine modernisierte Variante des M1 Abrams. Alle Fahrzeuge wurden von der US Army als dem GCV unterlegen eingestuft. Am 25. August 2010 wurde das RFP vom Vice Chief of Staff of the Army Peter W. Chiarelli abgebrochen, und eine neue Aufforderung zur Angebotsabgabe 60 Tage später veröffentlicht. Die Army reduzierte daraufhin den Finanzbedarf auf $462 Mio. im Fiskaljahr 2011. Die überarbeitete Ausschreibung wurde am 30. November 2010 bekannt gegeben. Darauf beworben sich drei Industriekonsortien:
- BAE Systems, Northrop Grumman, QinetiQ North America, Saft Group und iRobot
- General Dynamics Land Systems, Lockheed Martin und Raytheon
- SAIC aus Boeing, Krauss-Maffei Wegmann und Rheinmetall Defence. Es wurde eine überarbeitete Variante des Puma angeboten

Am 18. August wurden BAE Systems und General Dynamics Land Systems (GDLS) mit Entwicklungsaufträgen bedacht. BAE erhielt 450 Mio. US-Dollar, während GDLS 440 Mio. US-Dollar für die Entwicklung des Prototyps bekam. SAIC reichte daraufhin am 26. August Klage beim Government Accountability Office ein, welche jedoch am 5. Dezember 2011 zurückgewiesen wurde. Am 16. Januar gab das Government Accountability Office unzureichende Abstandsaktive Schutzmaßnahmen als einen der Hauptgründe an. Während der Verhandlung kam das Programm zum Stillstand, so dass das Projekt erst ab Ende 2011 weiter verfolgt wird. Der Finanzierungsbedarf im Fiskaljahr 2012 wird auf 884 Mio. US-Dollar beziffert. Das Programm befindet sich momentan in der 24-monatigen Technology Development Phase, in der die Prototypen gebaut werden.

### Beendigung des Programms im Jahr 2014
Im Jahr 2014 wurde das Programm seitens des Heeres auf Grund von allgemeinen Kürzungen des Verteidigungs-Budgets eingestellt. In folgenden Jahren wurden neue Programme aufgelegt, die eine ähnliche Zielsetzung wie die des GCV verfolgen. Dieses waren unter anderem "Next Generation Combat Vehicle" oder "XM30 Mechanized Infantry Combat Vehicle".

## Prototypen

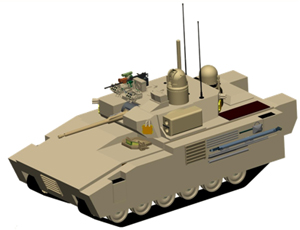
Konzeptgrafik der US Army

Über die Fahrzeuge von BAE und GDLS ist noch recht wenig bekannt, eine offizielle XM-Nummer liegt ebenfalls noch nicht vor. Die Entwicklungsbemühungen konzentrieren sich auf die Schützenpanzervariante GCV Infantry Fighting Vehicle, da hierfür eine Ausschreibung vorliegt. Die Anforderungen der US Army an das GCV IFV sind ebenfalls recht vage, so formulierte General Peter W. Chiarelli nur vier Hauptprinzipien: Die Fähigkeit zwölf Soldaten zu transportieren, in jeder Art von Kampf eingesetzt zu werden, ein hohes Schutzniveau und die Lieferung des ersten Serienfahrzeuges 2018. Aus weiteren Verlautbarungen ist noch bekannt geworden, dass die verwendeten Technologien mindestens den Technology Readiness Level 6 besitzen müssen. Das Hardkill-System soll einen 360° Schutz vor RPGs bieten, optional auch vor schweren Panzerabwehrflugkörpern und Wuchtmunition. Die Kühlleistung soll ein Aufwuchspotential von 30 %, der Antrieb von mindestens 20 % besitzen. Das Fahrzeug soll mit Radar und optischen Sensoren ausgestattet sein, um der Besatzung ein 360°-Situationsbewusstsein zu geben. Die Luftverladung soll mit C-17 und C-5 Transportmaschinen erfolgen.
- Der Panzer von BAE Systems wird mit einem elektrischen Antrieb als Serieller Hybrid ausgestattet sein. Als Energiequelle wurden zwei Reihensechszylinder der Baureihe 890 von MTU ausgewählt, welche links und rechts im Heck des Panzers untergebracht sind. Die Energie wird dann in Lithium-Ionen-Akkumulatoren gespeichert und kann von dort auch an externe Verbraucher weitergeleitet werden. Der von QinetiQ entwickelte E-X-Drive-Antrieb in der Wannenfront verwendet (aus Redundanzgründen) vier Elektromotoren mit Permanentmagneten, davon zwei zum Antrieb, sowie zwei zum Steuern, welche über ein Differentialgetriebe verbunden sind. Die Antriebsleistung liegt bei etwa 1400 HP (1044 kW).[10] In das System sind auch Scheibenbremsen integriert, welche wie die Elektronik mit Propylenglycol gekühlt werden.[11] Der Tankinhalt beträgt 965 Liter. Als Bewaffnung wurde die 25 mm M242 Bushmaster des Bradley gewählt, welche in einem unbemannten, aber zugänglichen Turm untergebracht ist. Das Fahrzeuggewicht wird von BAE mit 53 tons (48 t) in der Basisversion angegeben, mit einem Aufwuchspotential auf 75 tons (68 t) bei maximaler Schutzstufe.[12]
- General Dynamics wählte einen konventionellen Antrieb. Der Motor wird ein Diesel der Baureihe 883 von MTU mit 1100+ kW Leistung sein, welche auch im Expeditionary Fighting Vehicle, dem Kampfpanzer Merkava und dem EuroPowerPack zum Einsatz kommt. Als Getriebe soll aus Kostengründen eine Variante des X1100-Getriebes von Allison verwendet werden, welches im M1 Abrams verwendet wird. Über das Fahrzeuggewicht wurde noch nichts bekannt, dürfte sich aber in ähnlichen Lastenklassen bewegen.

## Versionen

### Infantry Fighting Vehicle
Diese Version soll als erstes die veralteten M113 Transportpanzer ab 2018 ersetzen, mittelfristig auch die M2 Bradley und Stryker ICV. Der Schützenpanzer soll eine dreiköpfige Besatzung und eine Gruppe von neun Soldaten transportieren.